# Kościół św. Doroty w Grochowach
Kościół św. Doroty – parafialny kościół katolicki zlokalizowany we wsi Grochowy, w gminie Rychwał (powiat koniński). 

## Historia
Parafia we wsi powstała na przełomie XIV i XV wieku. Pierwszą świątynię wzniesiono w pierwszej połowie XV wieku lub wcześniej. Następny kościół (był on pod wezwaniem św. Doroty i św. Tadeusza) wzniesiono w 1525 z drzewa modrzewiowego. Miał podcienia i był pokryty gontami. Konsekrował go w 1727 sufragan gnieźnieński Franciszek Józef Kraszewski. W 1790 papież Pius VI nadał parafii odpust zupełny dla niektórych świąt. W XVIII wieku parafię zamieszkiwało 1330 katolików. 
Obecny kościół wzniesiono z cegły w latach 1909-1912. Reprezentuje styl neoklasycystyczny. Inicjatorami budowy byli księża: Wincenty Zgadzajewski, Cyryl Gutowski i Edmund Gizowski. Elewacje remontowano w latach 2005-2008, a w 2013 ogrodzenie.
25 sierpnia 1855 w świątyni ślub brali malarz Juliusz Kossak i Zofia Gałczyńska - córka dziedzica pobliskich Siąszyc. 

## Architektura
Obiekt na rzucie prostokąta z transeptem. Ołtarze barokowe. W głównym z nich obraz Matki Boskiej z XVII wieku (malowany na płótnie i naciągnięty na deskę). Być może obraz maryjny znajdował się już w kościele z 1525.

## Otoczenie
Metalowa dzwonnica zawiera trzy dzwony, m.in. ufundowany przez parafian i ks. J. Błaszczyka w 1947 oraz noszący nazwę "Maksymilian Kolbe" z 1976. Przed wejściem do świątyni grób ks. Wincentego Zgadzajewskiego - lokalnego proboszcza (ur. 15 kwietnia 1870, zm. 24 stycznia 1909), a także dziedzica Siąszyc - Piotra Gałczyńskiego i jego syna Wojciecha, sybiraka i powstańca listopadowego. Kaplica przedpogrzebowa zbudowana w latach 1998-2000, jako wotum roku jubileuszowego. Drewniany krzyż ufundowany przez rodziców i dzieci pierwszokomunijne w 2006.

## Galeria

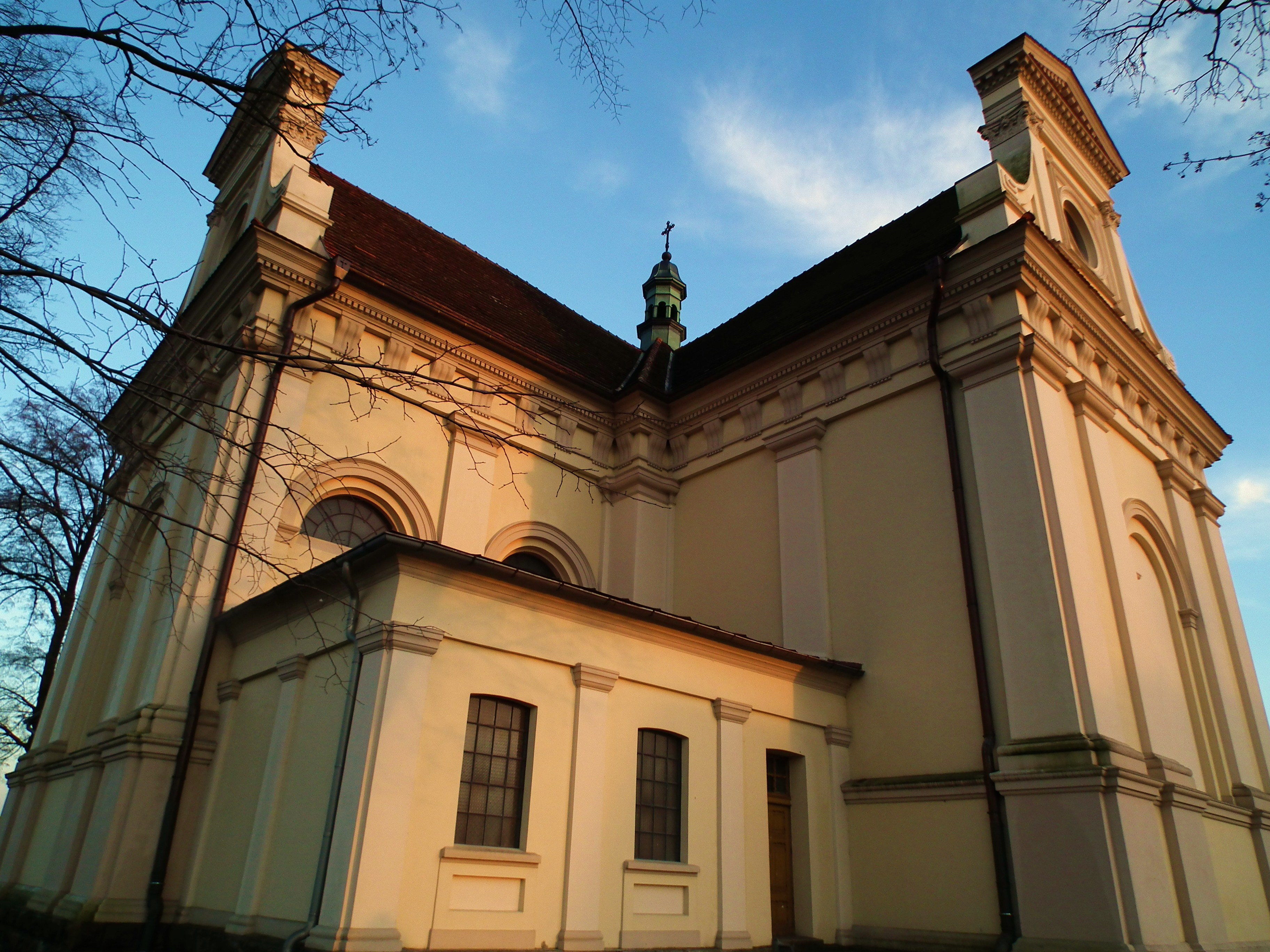
Prezbiterium i transept
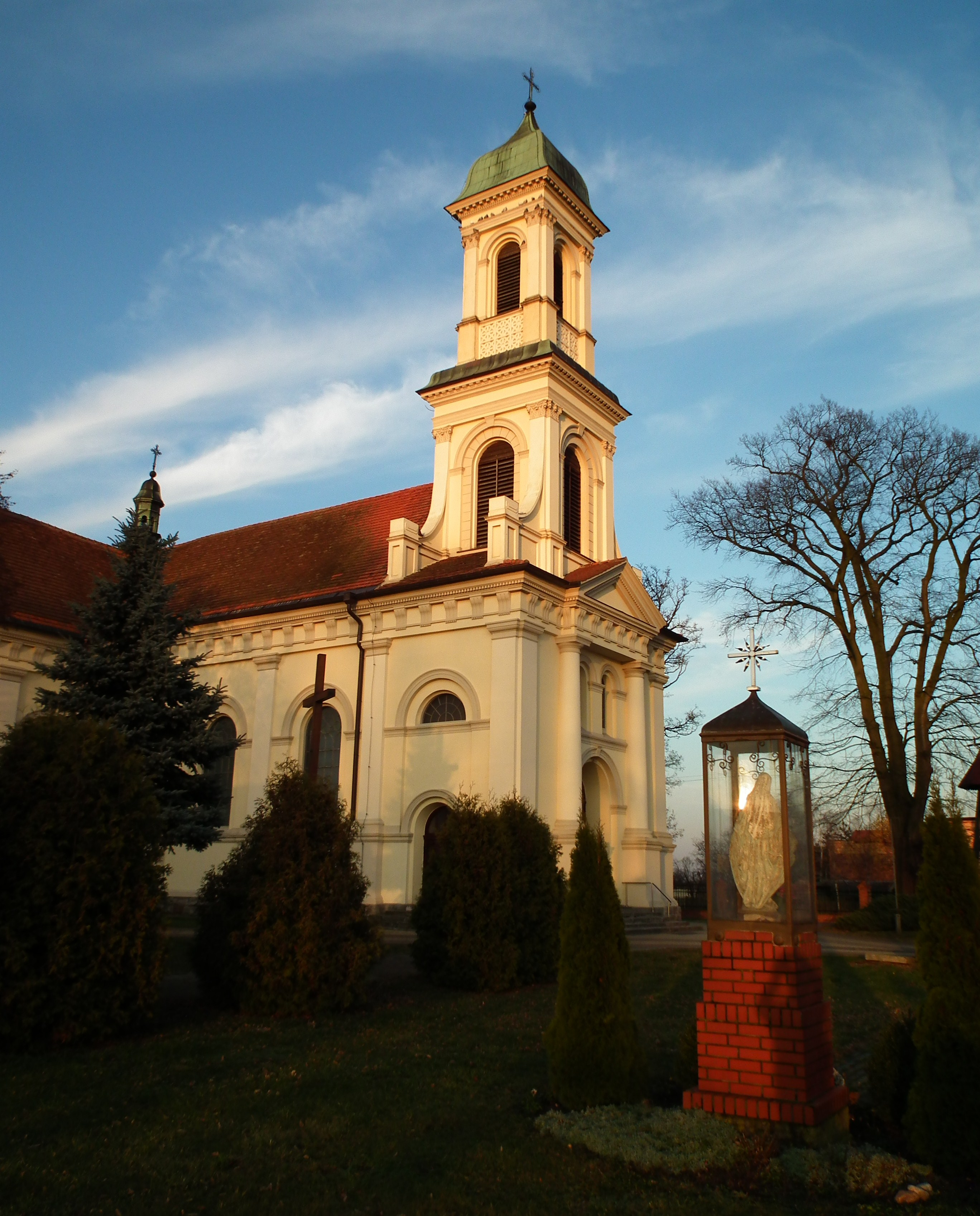
Widok boczny
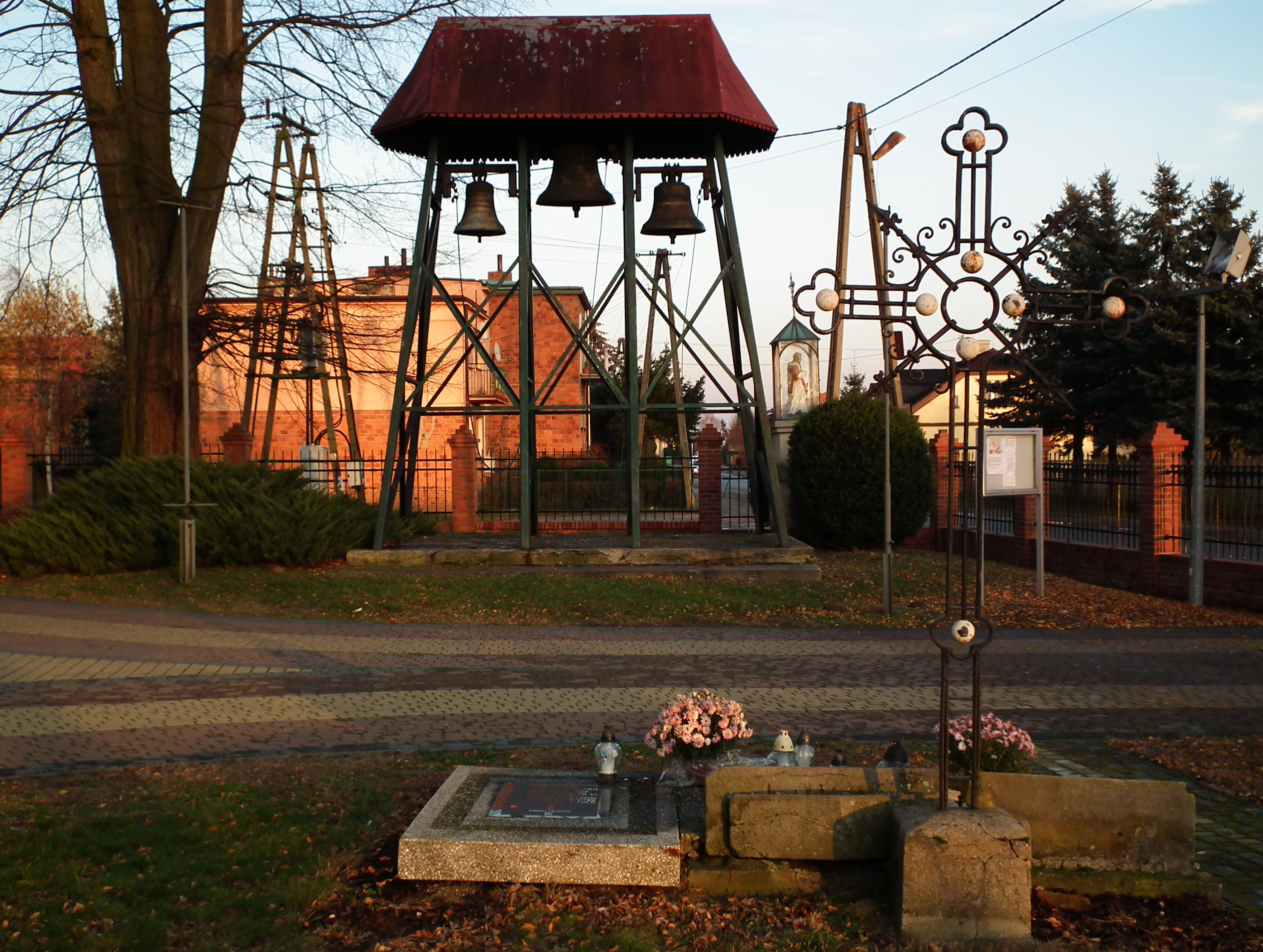
Dzwonnica